# Aziatische auto in 1980
Dit artikel geeft een overzicht van alle Aziatische personenwagens geproduceerd in 1980 door een belangrijke autoconstructeur. De auto's staan alfabetisch gerangschikt per merk. Hier staan enkel Aziatische merken, ongeacht of ze eigendom zijn van een niet-Aziatisch concern. Ook gaat het om constructeurs die algemeen bekend zijn met auto's die algemeen voor het publiek verkrijgbaar zijn. 
| Ford Japan |                  | concern:         | Ford Motor Company Verenigde Staten |
| Ford Japan | divisie:         |                  |                                     |
| Ford Japan | merk:            | Ford Japan Japan |                                     |
| Ford Japan | model:           | Laser 4d/-       |                                     |
| Ford Japan | einde productie: | 1985             |                                     |
| Ford Japan | productieaantal: | ?                |                                     |

| Honda |                  | concern:    | Onafhankelijk |
| Honda | divisie:         |             |               |
| Honda | merk:            | Honda Japan |               |
| Honda | model:           | Ballade     |               |
| Honda | einde productie: | 1983        |               |
| Honda | productieaantal: | ?           |               |

| Honda |                  | concern:    | Onafhankelijk |
| Honda | divisie:         |             |               |
| Honda | merk:            | Honda Japan |               |
| Honda | model:           | Civic 4p    |               |
| Honda | einde productie: | 1983        |               |
| Honda | productieaantal: | ?           |               |

| Mazda |                  | concern:    | Onafhankelijk |
| Mazda | divisie:         |             |               |
| Mazda | merk:            | Mazda Japan |               |
| Mazda | model:           | 323 3-5p/4p |               |
| Mazda | einde productie: | 1985        |               |
| Mazda | productieaantal: | ?           |               |

| Mitsubishi |                  | concern:         | Onafhankelijk |
| Mitsubishi | divisie:         |                  |               |
| Mitsubishi | merk:            | Mitsubishi Japan |               |
| Mitsubishi | model:           | Minica           |               |
| Mitsubishi | einde productie: | 1983             |               |
| Mitsubishi | productieaantal: | ?                |               |

| Mitsubishi |                  | concern:         | Onafhankelijk |
| Mitsubishi | divisie:         |                  |               |
| Mitsubishi | merk:            | Mitsubishi Japan |               |
| Mitsubishi | model:           | Galant -/break   |               |
| Mitsubishi | einde productie: | 1984             |               |
| Mitsubishi | productieaantal: | ?                |               |

| Nissan |                  | concern:         | Onafhankelijk |
| Nissan | divisie:         |                  |               |
| Nissan | merk:            | Nissan Japan     |               |
| Nissan | model:           | Bluebird STW/910 |               |
| Nissan | einde productie: | 1983             |               |
| Nissan | productieaantal: | ?                |               |

| Nissan |                  | concern:     | Onafhankelijk |
| Nissan | divisie:         |              |               |
| Nissan | merk:            | Nissan Japan |               |
| Nissan | model:           | Patrol wagon |               |
| Nissan | einde productie: | 1989         |               |
| Nissan | productieaantal: | ?            |               |

| Suzuki |                  | concern:     | Onafhankelijk |
| Suzuki | divisie:         |              |               |
| Suzuki | merk:            | Suzuki Japan |               |
| Suzuki | model:           | Jimni SJ 30  |               |
| Suzuki | einde productie: | 1990         |               |
| Suzuki | productieaantal: | ?            |               |

| Suzuki |                  | concern:     | Onafhankelijk |
| Suzuki | divisie:         |              |               |
| Suzuki | merk:            | Suzuki Japan |               |
| Suzuki | model:           | SJ 410 413   |               |
| Suzuki | einde productie: | 1989         |               |
| Suzuki | productieaantal: | ?            |               |

| Suzuki |                  | concern:     | Onafhankelijk |
| Suzuki | divisie:         |              |               |
| Suzuki | merk:            | Suzuki Japan |               |
| Suzuki | model:           | Alto         |               |
| Suzuki | einde productie: | 1984         |               |
| Suzuki | productieaantal: | ?            |               |

| YLN |                  | concern:   | Onafhankelijk |
| YLN | divisie:         |            |               |
| YLN | merk:            | YLN Taiwan |               |
| YLN | model:           | 806        |               |
| YLN | einde productie: | 1982       |               |
| YLN | productieaantal: | ?          |               |

| YLN |                  | concern:   | Onafhankelijk |
| YLN | divisie:         |            |               |
| YLN | merk:            | YLN Taiwan |               |
| YLN | model:           | 805        |               |
| YLN | einde productie: | 1982       |               |
| YLN | productieaantal: | ?          |               |

| YLN |                  | concern:   | Onafhankelijk |
| YLN | divisie:         |            |               |
| YLN | merk:            | YLN Taiwan |               |
| YLN | model:           | 711        |               |
| YLN | einde productie: | 1981       |               |
| YLN | productieaantal: | ?          |               |